# Elacomia tonkinensis
Elacomia tonkinensis är en skalbaggsart som först beskrevs av Maurice Pic 1930.  Elacomia tonkinensis ingår i släktet Elacomia och familjen långhorningar. Inga underarter finns listade i Catalogue of Life.